# Hopea foxworthyi
Hopea foxworthyi är en tvåhjärtbladig växtart som beskrevs av Adolph Daniel Edward Elmer. Hopea foxworthyi ingår i släktet Hopea och familjen Dipterocarpaceae. Inga underarter finns listade i Catalogue of Life.